# Aubrey Thomas de Vere
Aubrey Thomas de Vere (Curragh Chase, Kilcornan, condado de Limerick, 10 de enero de 1814 - 20 de enero de 1902) fue un poeta  y crítico británico, tercer hijo de Sir Aubrey de Vere Hunt (1788-1846), también poeta, y hermano pequeño de Stephen De Vere.
Se educó en el Trinity College de Dublín, y a los veintiocho años publicó The Waldenses; al año siguiente imprimió The Search after Proserpine. Después se vio continuamente comprometido hasta su muerte en 1902 en la escritura de poesía y crítica. Sus mejores obras son, en verso, The Sisters (1861); The Infant Bridal (1864); Irish Odes (1869); Legends of St Patrick (1872); y Legends of the Saxon Saints (1879); y, en prosa, Essays chiefly on Poetry (1887); y Essays chiefly Literary and Ethical (1889). También escribió un pintoresco libro de viajes y dos dramas en verso, Alexander the Great (1874); y St Thomas of Canterbury (1876); aunque están bien escritos, son algo difusos y faltos de vigor dramático; su poema más recordado es Inisfail.
Lo característico de la poesía de Aubrey de Vere es su sincero entusiasmo religioso y su fervor católico; en muchos de sus poemas, en especial en el volumen de sonetos titulado St Peters Chains "Las cadenas de San Pedro" (1888), hace nuevas contribuciones al verso devoto. Fue un discípulo de Wordsworth, cuya calma y meditativa serenidad evoca con gran perfección; reveló su afición a la poesía griega cultivando también la poesía mitológica en idilios. Y una parte muy importante de su obra la constituye el estudio de las leyendas y la literatura celtas, en lo que fue uno de los principales seguidores de los pioneros. Una antología de sus poemas fue editada en 1894 (Nueva York y Londres) por G. E. Woodberry.